# Казе Бјанке (Болоња)
Казе Бјанке (итал. Case Bianche) је насеље у Италији у округу Болоња, региону Емилија-Ромања.
Према процени из 2011. у насељу је живело 27 становника. Насеље се налази на надморској висини од 32 м.